# Gadê
Gadê (chữ Tạng: དགའ་བདེ་རྫོང་; Wylie: dga' bde rdzong; ZWPY: gadê zong; tiếng Trung: 甘德县; bính âm: Gāndé Xiàn, Hán Việt: Cam Đức huyện) là một huyện thuộc châu tự trị dân tộc Tạng Golog (Quả Lặc), tỉnh Thanh Hải, Trung Quốc.

### Trấn
- Kha Khúc (柯曲镇)

### Hương
- Thượng Cống Ma (上贡麻乡)
- Hạ Cống Ma (下贡麻乡)
- Cương Long (岗龙乡)
- Thanh Trân (青珍乡)
- Giang Thiên (江千乡)
- Hạ Tạng Bách (下藏科乡)